# Terra Networks
Terra Networks, S.A., citata anche semplicemente come Terra è una multinazionale spagnola del settore media con sede in Spagna e uffici in Brasile, Cile, Colombia, Messico, Stati Uniti e Perù. Nata nel 1999, dal 2004 è parte del gruppo Telefónica (l'ex azienda monopolista della telefonia pubblica spagnola); Terra opera come portale web e internet service provider negli Stati Uniti, in Spagna e in 16 paesi dell'America Latina. Terra è stata quotata in borsa al NASDAQ con il simbolo TRLY e sul mercato azionario spagnolo con il simbolo TRR.
Il portale è stato chiuso nel 2017 per tutti i paesi di lingua spagnola in cui era presente, rimanendo operativo solo in Brasile a tempo indeterminato. Ha riaperto in Cile e Messico nel 2020.